# Бочче на літніх Паралімпійських іграх

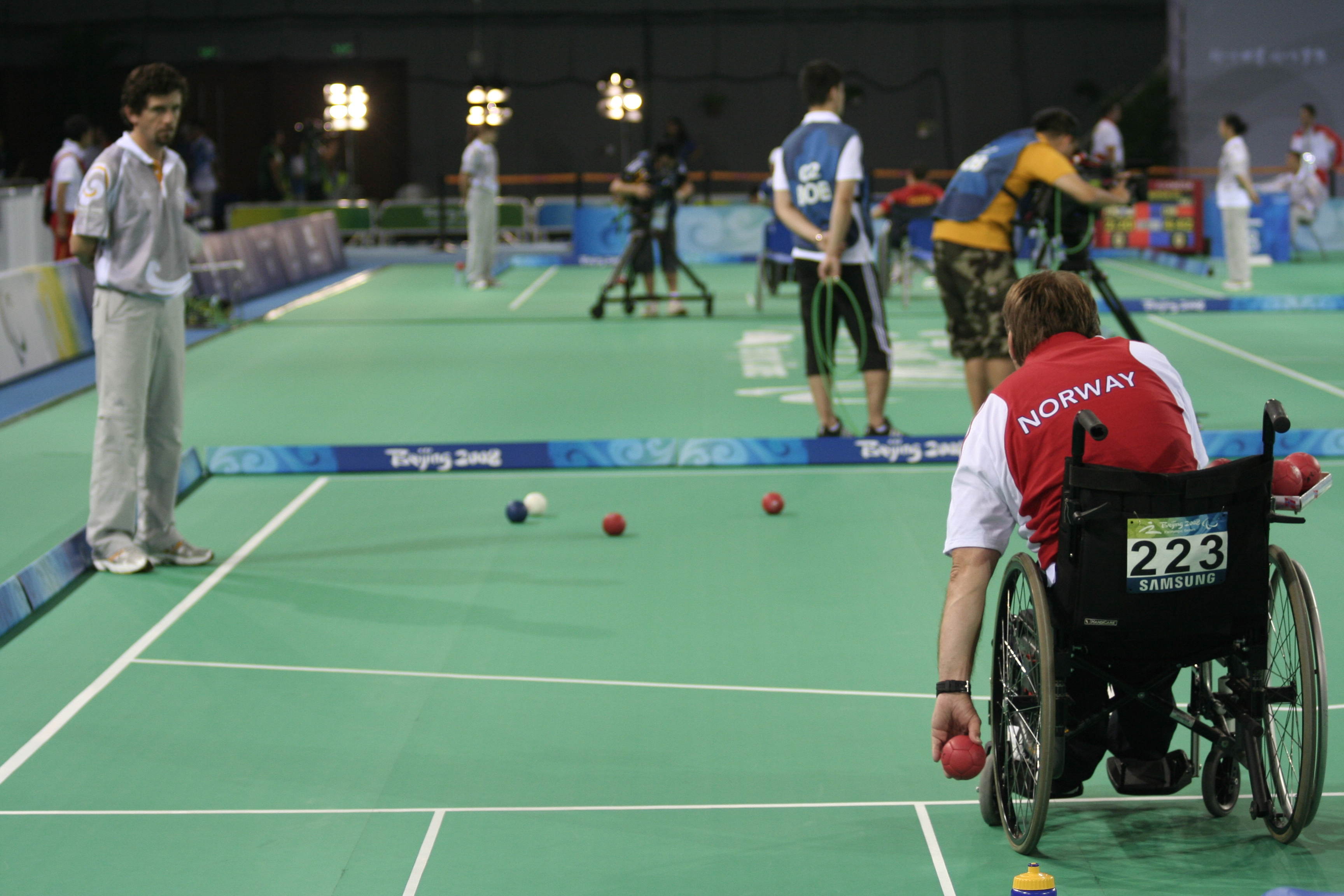
Норвезький спортсмен на Iграх 2008

Бочче на літніх Паралімпійських іграх вперше з'явилося у 1984.

## Класифікація
Спортсмени будуть класифіковані на різні групи в залежності від ступеня інвалідності. Система класифікації дозволяє спортсменам з однаковими порушеннями конкурувати на рівних.

Атлети класифікуються на такі групи:
- BC1: спортсмени з целебральним паралічем, який дозволяє вдарити або кинути м'яч
- BC2: спортсмени з целебральним паралічем, для яких кидати легше ніж для BC1
- BC3: спортсмени з целебральним паралічем, які не можуть самостійно кинути м'яч на 3 метри, а, отже, вимушені використовувати для цього рампу
- BC4: спортсмени з порушеннями, відмінними від целебрального параліча, що ускладнюють кидання м'яча

## Змагання
|      | Змагання | Одиночки                 | Пари               | Команди |
| ---- | -------- | ------------------------ | ------------------ | ------- |
| 1984 | 5        | C1 C2                    |                    |         |
| 1988 | 3        | C1 C2                    |                    | C1–C2   |
| 1992 | 3        | C1 C2                    |                    | C1–C2   |
| 1996 | 5        | C1 C1 with aid device C2 | C1 with aid device | C1–C2   |
| 2000 | 5        | BC1 BC2 BC3              | BC3                | BC1–BC2 |
| 2004 | 7        | BC1 BC2 BC3 BC4          | BC3 BC4            | BC1–BC2 |
| 2008 | 7        | BC1 BC2 BC3 BC4          | BC3 BC4            | BC1–BC2 |
| 2012 | 7        | BC1 BC2 BC3 BC4          | BC3 BC4            | BC1-BC2 |

## Медалі
Станом на 2012.
| Місце | Країна          | Золото | Срібло | Бронза | Загалом |
| ----- | --------------- | ------ | ------ | ------ | ------- |
| 1     | Португалія      | 8      | 10     | 6      | 24      |
| 2     | Південна Корея  | 8      | 4      | 6      | 18      |
| 3     | Іспанія         | 5      | 7      | 7      | 19      |
| 4     | Бразилія        | 5      | 0      | 2      | 7       |
| 5     | Велика Британія | 3      | 5      | 3      | 11      |
| 6     | Ірландія        | 3      | 1      | 2      | 6       |
| 7     | Гонконг         | 3      | 1      | 0      | 4       |
| 8     | США             | 2      | 2      | 3      | 7       |
| 9     | Таїланд         | 2      | 0      | 1      | 3       |
| 10    | Данія           | 1      | 3      | 2      | 6       |
| 11    | Канада          | 1      | 2      | 5      | 8       |
| 12    | Греція          | 1      | 1      | 0      | 2       |
| 13    | Китай           | 0      | 3      | 0      | 3       |
| 14    | Чехія           | 0      | 1      | 1      | 2       |
| 15    | Норвегія        | 0      | 1      | 1      | 2       |
| 16    | Нова Зеландія   | 0      | 1      | 0      | 1       |
| 17    | Бельгія         | 0      | 0      | 2      | 2       |
| 18    | Австралія       | 0      | 0      | 1      | 1       |
| 19    | Угорщина        | 0      | 0      | 1      | 1       |